# Orsoya Rocks
Die Orsoya Rocks (englisch; bulgarisch скали Орсоя skali Orsoja) sind eine Gruppe von Klippen 4,78 km nördlich des Newell Point vor der Nordküste von Robert Island im Archipel der Südlichen Shetlandinseln. Sie verteilen sich in nordwest-südöstlicher Ausdehnung über eine Länge von 650 m und eine Breite von 500 m westnordwestlich der Mellona Rocks.
Britische Wissenschaftler kartierten sie 1968, bulgarische 2009. Die bulgarische Kommission für Antarktische Geographische Namen benannte sie 2010 nach der Ortschaft Orsoja im Nordwesten Bulgariens.